# Joseph Kossivi Ahiator
 (octobre 2023).
Joseph Kossivi Ahiator né vers 1956 à Aflao est un artiste peintre ghanéen spécialisé dans la peinture de temples spirituels.

## Biographie
Ahiator est décrit comme le "peintre de temples spirituels indiens le plus recherché au Bénin, au Togo et au Ghana". Son travail est exposé au Musée Fowler. Il est connu pour son estampe nommé « Le roi de Mami Wata » (2005) et sa peinture murale du temple de la divinité Tchamba à Lomé,,.